# 누벨칼레도니의 기
누벨칼레도니의 기는 프랑스의 해외 영토로서, 두 기를 사용하고 있다. 2010년까지는 깃대에서부터 파랑, 하양, 빨간색이 횡으로 배열된 프랑스 삼색기(Tricolore 트리콜로르[*]) 만이 누벨칼레도니를 상징하는 유일한 기였다. 2010년 7월, 누벨칼레도니 의회는 프랑스 삼색기와 나란히 독립 운동 FLNKS의 카나크 기 사용 권고안을 통과시킨다. 위 권고안은 법적 구속력은 없으나 논란되었다. 대부분의 누벨칼레도니 코뮌은 두 기를 함께 계양하나, 나머지는 삼색기만 계양하고 있다.

## 개요

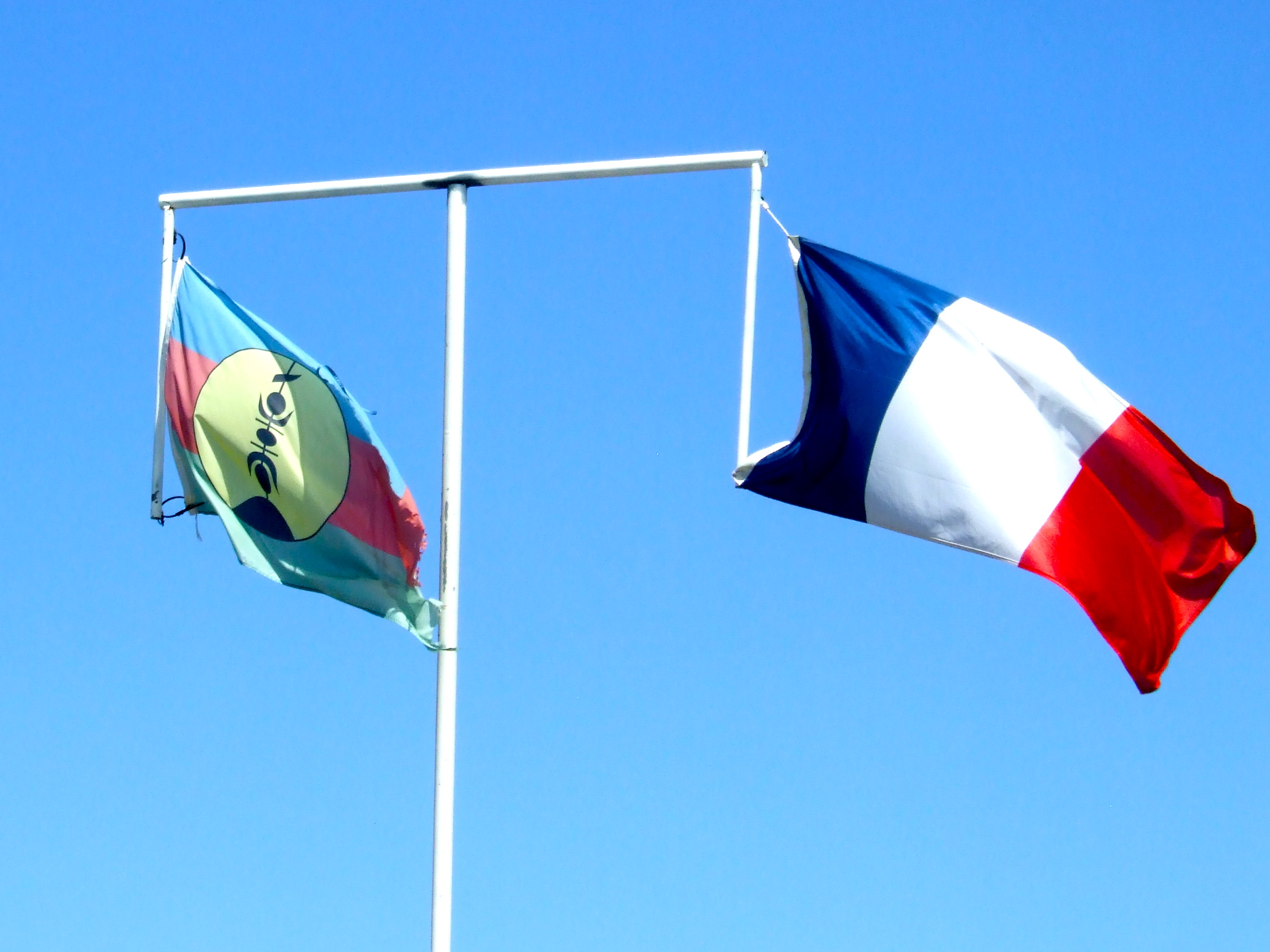
2011년 3월 누메아에서 같은 깃대에 두 공식기가 나란히 계양된 모습.

2008년 누벨칼레도니 정부는 누메아 합의에 따라 공식적인 지역 기와 공식 음악을 제정한다. 논란이 있는 기이고, 비공식적으로 널리 사용되고 누벨칼레도니의 독립을 주장하는 정당인 카나크 사회주의 민족해방전선(FLNKS)의 기를 재정했고, 그 후 2년 동안은 프랑스 국기만이 유일한 공식기인 유예 기간을 둔다.
2010년 7월 누벨칼레도니 의회는 영토 내에서 FLNKS기를 프랑스 국기와 나란히 계양해야 한다는 권고안을 통과시킨다. 2010년 7월 17일 프랑스 총리인 프랑수아 피용이 FLNKS기가 프랑스 국기가 함께 계양된 아래 누메야에서 열린 행사에 참가한다. 친 독립주의 기와의 공존은 논란이 있다. 프랑스 국회의 가엘 얀노 의원은 '크네트에 팔레스타인 국기가 계양되는 것과 같다'라고 평했다. FLNKS기의 첫 계양은 청사 소재지인 누메아 시청에서 아무런 행사 없이 계양됐는데, 이는 시장이 행사 참석을 거부했기 때문이다. 누벨칼레도니 정부 수반인 필리프 고메스는 '이 기는 우리에게 강요되었다. 우리 모든 사회를 하는 기인가? 그렇지 않다. 독립의 기인 카나크의 기이다. 이 기가 모두의 선택인가? 그렇지 않다. 독립에 협조하기로 한 외딴 사람의 선택이다."라고 평했다. 논란의 여지가 있는 카나크 기를 채용했기에, 공식적인 지역 기를 선정하는 논쟁은 계속되고 있다.

## 카나크 기
누벨칼레도니의 원주민 기는 누벨칼레도니의 독립을 지지하는 정당인 카나크 민족해방전선(FLNKS)이 1980년에 제정한 당기다. 이후 비공식적인 국기로 계속 사용되다가 2010년 7월 13일 누벨칼레도니 의회에서 기존 프랑스 국기와 원주민의 기를 함께 사용하는 법안이 통과되었다.
파란색, 빨간색, 초록색 세 가지 색의 가로 줄무늬 바탕에 깃대 쪽으로 카나크족의 집의 지붕 장식에 사용되는 검은색 화살 문양이 그려진 노란색 원이 그려져 있다. 파란색은 누벨칼레도니를 둘러싸고 있는 하늘과 바다를, 빨간색은 카나크족의 독립을 위한 투쟁과 사회주의, 단결을, 초록색은 조상들이 매장되어 있는 대지를, 노란색 원은 태양을 의미한다.

## 누벨칼레도니의 지역 기

남부주의 깃발
북부주의 깃발
루아요테 제도의 깃발

## 그 외의 깃발

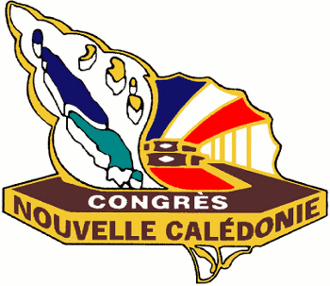
누벨칼레도니 의회 깃발
2007년 남태평양 게임 당시 쓰인 기
FIFA에서 사용되는 누벨칼레도니 기